# Shaoxing
Shaoxing (chinês simplificado: 绍兴, pinyin: Shàoxīng; Dialeto Shaoxing: Zaushin) é uma prefeitura com nível de cidade na província de Zhejiang, na China.

## Geografia
Shaoxing fica localizado na margem sul do estuário do rio Qiantang, faz fronteira com Ningbo a leste, Taizhou a sudeste, Jinhua a sudoeste e Hangzhou a oeste. De acordo com o censo de 2020, sua população era de 5.270.977 habitantes.

## Economia
Economicamente, a cidade é impulsionada pela fabricação de têxteis, eletrônicos e parte de produção energetica.